# Morčák malý
Morčák malý nebo také morčák bílý (Mergellus albellus) je malá kachna z řádu vrubozobých.

## Popis
V mnohém je podobnější hoholům než morčákům. Samec ve svatebním šatu je převážně bílý, s jemnou černou kresbou na hlavě a bocích, černou maskou před okem a kolem oka, v letu má černá křídla s oválnou bílou skvrnou. Samice, samci v prostém šatu a mládí ptáci jsou hnědošedí, s kaštanově hnědým čelem a temenem a s bílými tvářemi.
Hnízdí v severských lesích v blízkosti jezer nebo řek, na území Česka každoročně nehojně přezimuje. Hnízdní v dutých stromech, a tak často využívá opuštěné prostory dříve využívané datly.
Potápí se až do hloubky čtyř metrů.

## Chov v zoo
Tento druh byl v červenci 2019 chován přibližně v sedmi desítkách evropských zoo. V Česku se přitom jednalo o šest zoo:
- Zoo Hluboká
- Zoopark Chomutov
- Zoo Ostrava
- Zoo Plzeň
- Zoo Praha
- Zoo Ústí nad Labem

V minulosti byl tento druh morčáka chován také v Zoo Děčín a Zoo Tábor.

### Chov v Zoo Praha
Morčák bílý je chován v Zoo Praha od roku 1993. V roce 2018 se podařilo odchovat tři mláďata (dva samce a jednu samici). Ke konci roku 2018 bylo chováno 12 jedinců (čtyři samci a osm samic), což bylo více než v ostatních českých zoo dohromady.
Tento druh dříve obýval voliéru v expozičním celku Ptačí mokřady v dolní části zoo. V červnu 2020 se nacházel ve voliéře Delta za pavilonem Sečuán, rovněž v dolní části zoo.

## Galerie obrázků

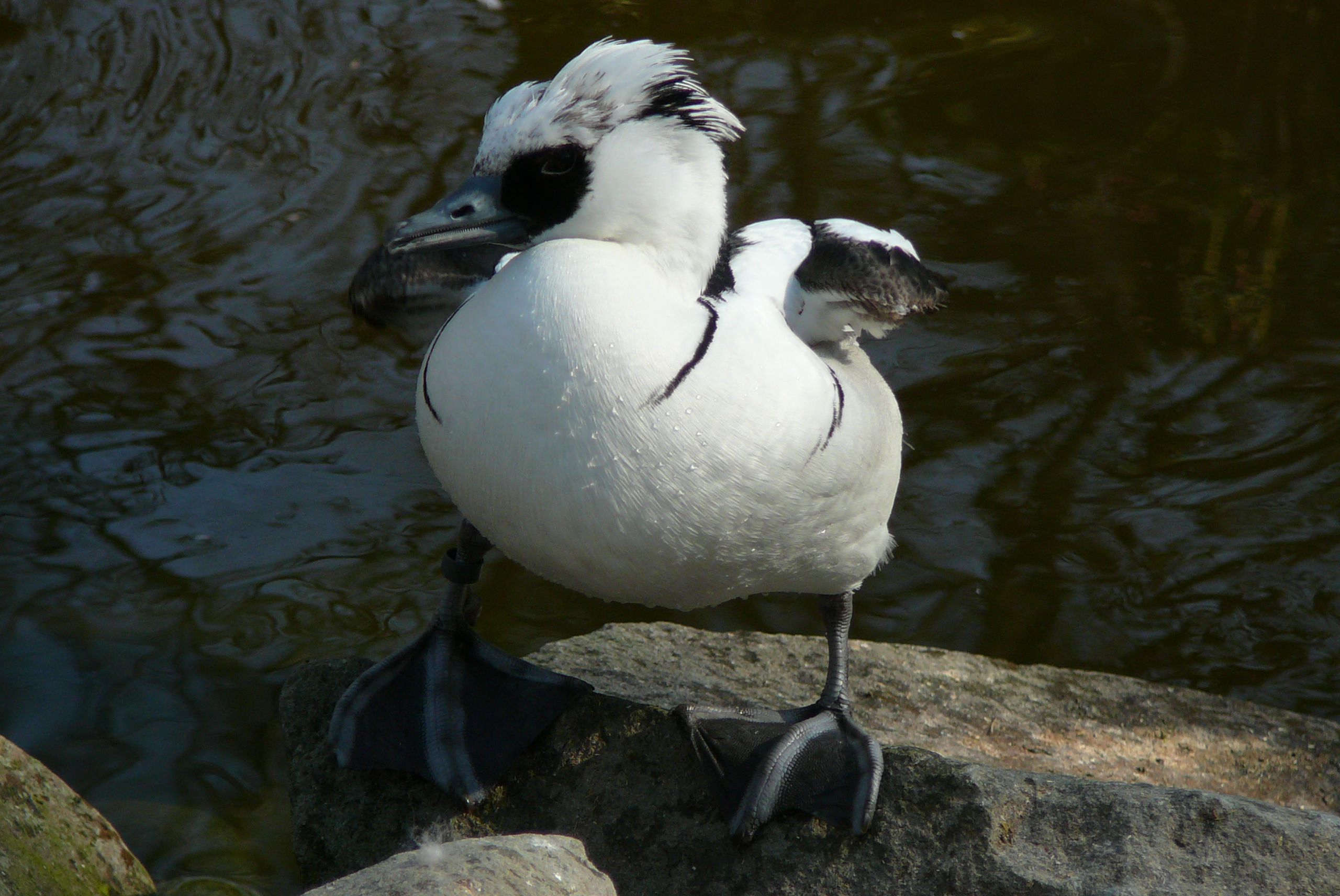
Morčák malý v Ostravské zoo
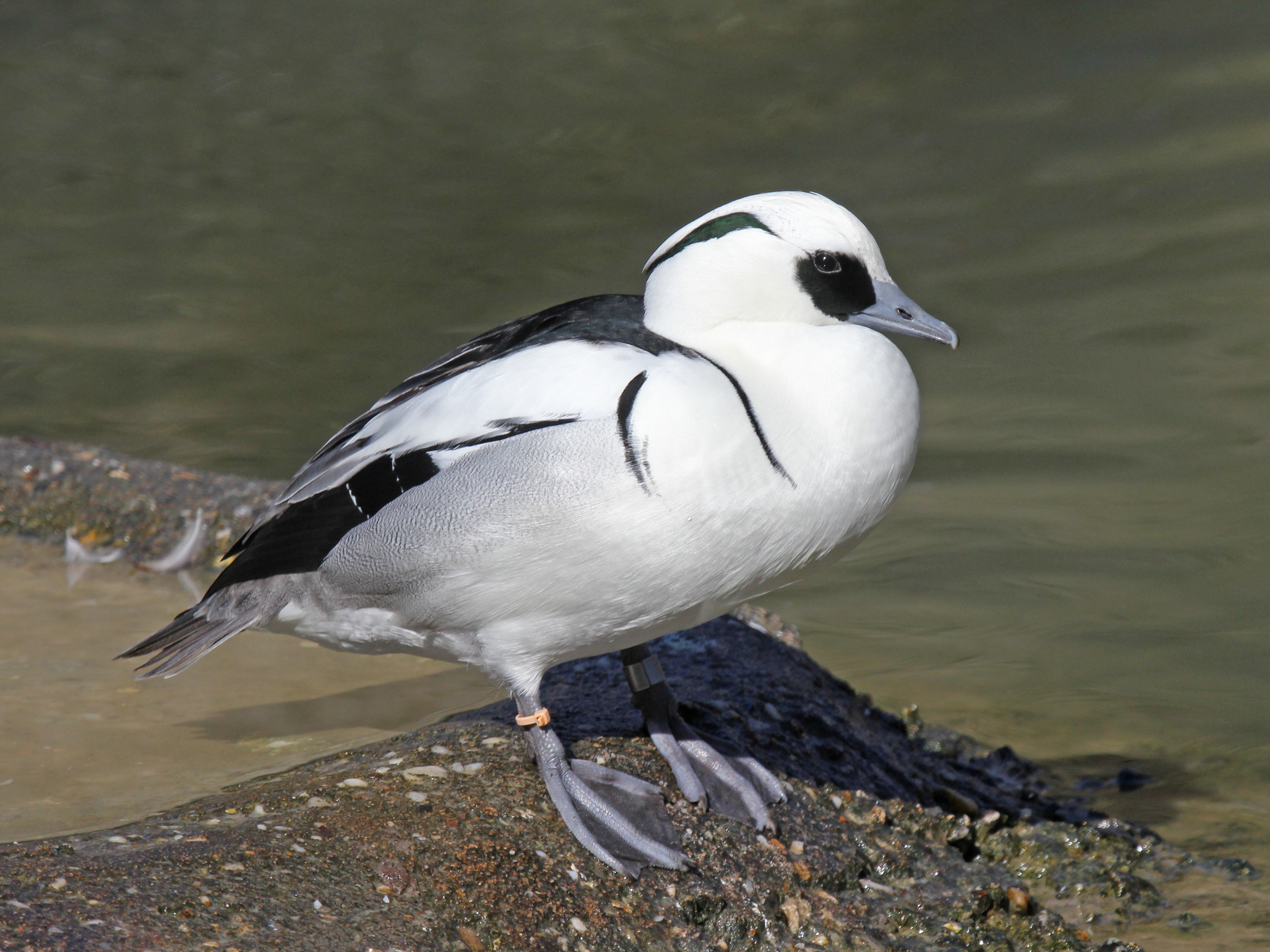
Samec v Sylvan Heights Waterfowl Park, Severní Karolína
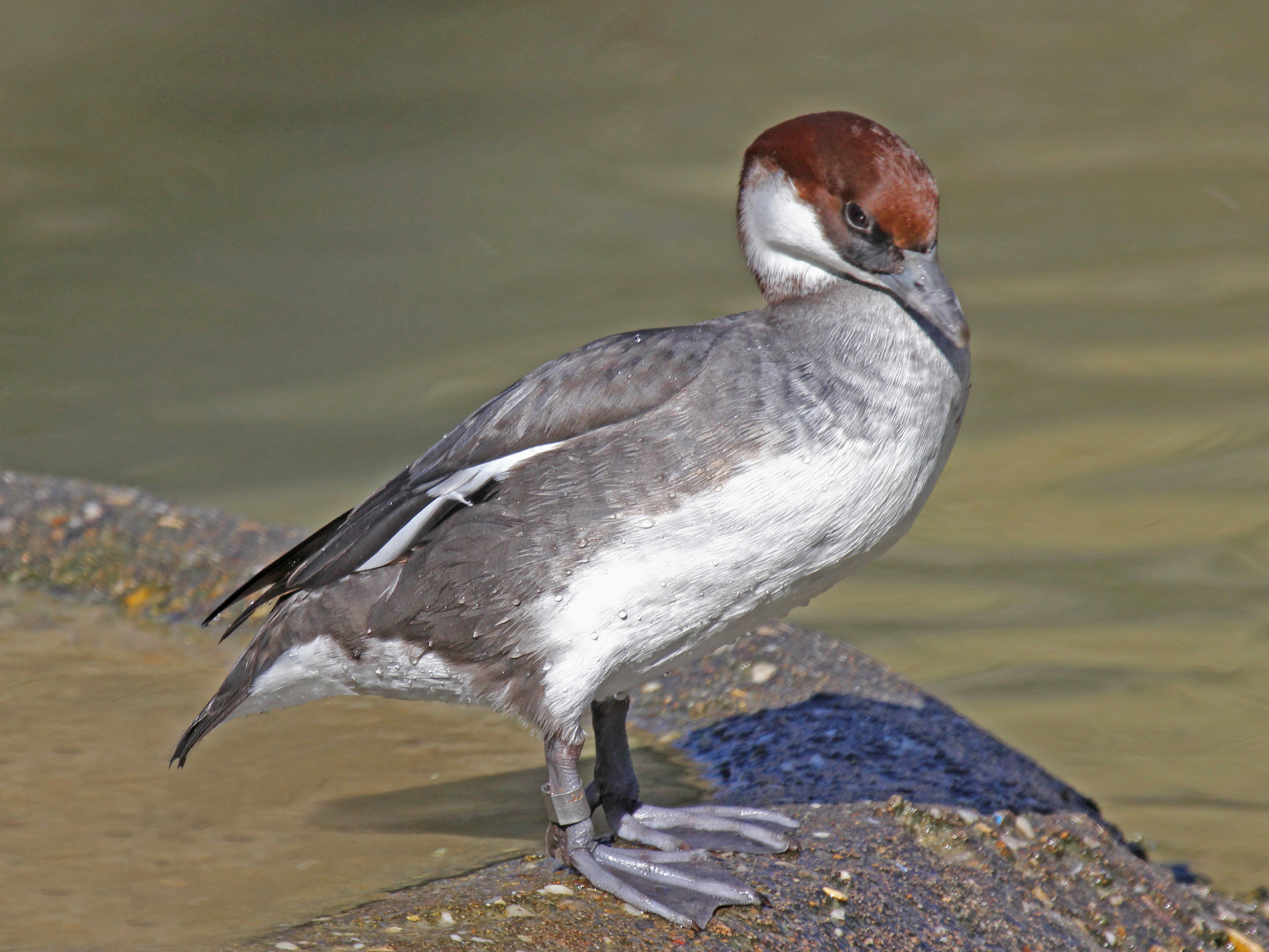
Samice v Sylvan Heights Waterfowl Park
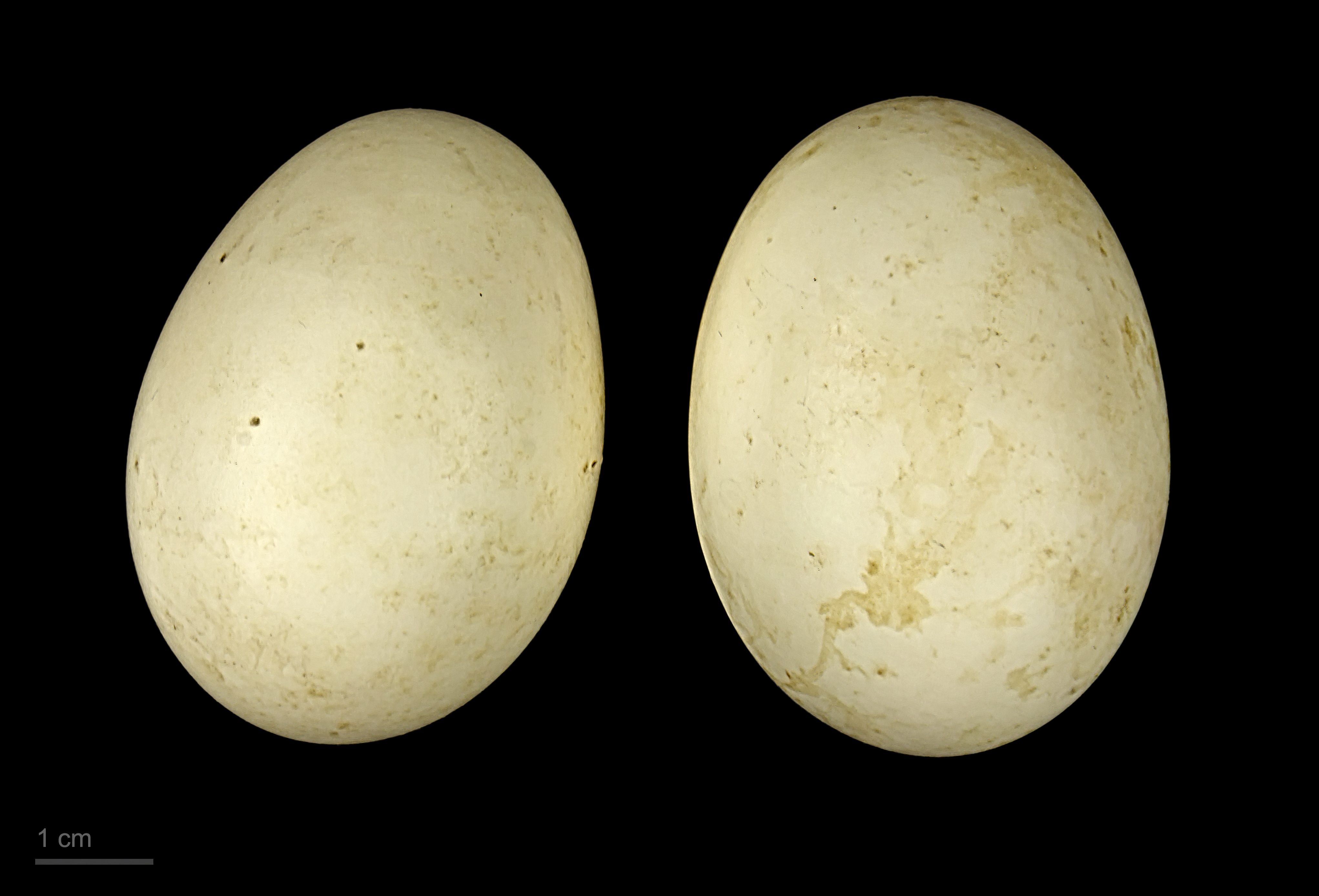
Vejce morčáka malého (Exponáty muzea v Toulouse)